# 1533
| [ Edytuj tabelę ]              | |
| Król Polski                    | - 1507 Zygmunt I Stary 1548 - 1530 Zygmunt II August 1572 |
| Współksiążęta Andory           | - 1532 Pedro Jordán de Urries 1533 - 1517 Henryk II 1555 |
| Król Anglii                    | - 1509 Henryk VIII 1547 |
| Władca Azteków                 | - 1530 Pablo Xochiquentzin 1536 |
| Elektor Brandenburgii          | - 1499 Joachim I Nestor 1535 |
| Książę Bawarii                 | - 1508 Wilhelm IV 1550 - 1516 Ludwik X 1545 |
| Sułtan Brunei                  | - 1521 Abdul Kahar 1575 |
| Cesarz Chin                    | - 1521 Jiajing 1566 |
| Król Czech                     | - 1526 Ferdynand I Habsburg 1564 |
| Król Danii                     | - 1523 Fryderyk I 1533 |
| Dalajlama                      | - 1475 Gendun Gjaco 1541 |
| Cesarz Etiopii                 | - 1508 Lybne Dyngyl 1540 |
| Król Francji                   | - 1515 Franciszek I 1547 |
| Król Hiszpanii                 | - 1516 Karol I 1556 |
| Hrabia Holandii                | - 1515 Karol I Habsburg 1555 |
| Szach Iranu                    | - 1524 Tahmasp I 1576 |
| Państwo Wielkich Mogołów       | - 1530 Humajun 1540 |
| Władca Inków                   | - 1532 Atahualpa 1533 - 1533 Tupac Huallpa 1533 - 1533 Manco Inca 1545 |
| Lord Irlandii                  | - 1509 Henryk VIII Tudor 1542 |
| Cesarz Japonii                 | - 1526 Go-Nara 1557 |
| Kalif                          | - 1520 Sulejman I 1566 |
| Patriarcha Konstantynopola     | - 1522 Jeremiasz I 1545 |
| Władca Korei                   | - 1506 Chungjong 1544 |
| Wielki książę litewski         | - 1506 Zygmunt I Stary 1548 - 1530 Zygmunt August 1569 |
| Sułtan Maroka                  | - 1524 Abu al-Abbas Ahmad 1545 |
| Książę Mediolanu               | - 1521 Franciszek II 1535 |
| Senior Monako                  | - 1532 Honoriusz I 1581 |
| Wielki książę moskiewski       | - 1505 Wasyl III 1533 - 1533 Iwan IV Groźny 1547 |
| Król Nawarry                   | - 1516 Henryk II 1555 |
| Król Norwegii                  | - 1523 Fryderyk I 1533 |
| Sułtan Omanu                   | - 1529 Bakarat ibn Muhammad 1560 |
| Elektor Palatynatu             | - 1508 Ludwik V 1544 |
| Papież                         | - 1523 Klemens VII 1534 |
| Król Portugalii                | - 1521 Jan III 1557 |
| Książę w Prusach               | - 1525 Albrecht 1568 |
| Cesarz Rzymski (niemiecki)     | - 1519 Karol V Habsburg 1558 |
| Kapitanowie Regenci San Marino | - 1532 Bartolo di Simone Belluzzi Sammaritano di Andrea Tini 1533 - 1533 Giacomo di Lodovico Calcigni Girolamo di Evangelista Belluzzi 1533 - 1533 Camillo di Menetto Bonelli Melchiorre di Francesco Belluzzi 1534 |
| Elektor Saksonii               | - 1532 Jan Fryderyk I 1547 |
| Król Szkocji                   | - 1513 Jakub V 1542 |
| Król Szwecji                   | - 1521 Gustaw I Waza 1560 |
| Król Tajlandii                 | - 1529 Borommaracha Thirat IV 1533 - 1533 Ratsadathiratcha Kuman 1533 |
| Sułtan Turków                  | - 1520 Sulejman Wspaniały 1566 |
| Doża Wenecji                   | - 1523 Andrea Gritti 1538 |
| Król Węgier                    | - 1526 Ferdynand I 1564 - 1526 Jan Zápolya 1540 |

Rok 1533 / MDXXXIII
stulecia: XV wiek ~
XVI wiek ~
XVII wiek

lata: 1523 «
1528 «
1529 «
1530 «
1531 «
1532 «
1533
» 1534
» 1535
» 1536
» 1537
» 1538
» 1543

## Wydarzenia w Polsce
- 20 stycznia-12 lutego – w Piotrkowie obradował sejm[1].
- 8 czerwca – poświęcono Kaplicę Zygmuntowską na Wawelu. Kaplica Zygmuntowska została ukończona według projektu Bartłomieja Berrecciego.
- Pokój wieczysty z Turcją. Pierwszy układ państwa chrześcijańskiego z Imperium Osmańskim, drugim było porozumienie francusko-tureckie z 1535 r.

## Wydarzenia na świecie
- 25 stycznia – król Anglii Henryk VIII potajemnie poślubił Annę Boleyn.
- 30 marca – Thomas Cranmer został arcybiskupem Canterbury.
- 23 maja – małżeństwo króla Henryka VIII z Katarzyną Aragońską zostało anulowane przez Arcybiskupa Canterbury Thomasa Cranmera. Jednak ponieważ wcześniej papież Klemens VII odrzucił petycję Henryka VIII o rozwód, Katarzyna Aragońska uważała się za jego żonę aż do śmierci.
- 1 czerwca – Thomas Cranmer koronował Annę Boleyn na królową Anglii.
- 22 czerwca – Ferdynand I Habsburg i Sulejman Wspaniały zawarli układ w sprawie podziału władzy na Węgrzech.
- 11 lipca – Klemens VII ekskomunikował Henryka VIII w odpowiedzi na unieważnienie jego ślubu z Katarzyną Aragońską.
- 14 października – powstanie we Fryzji: I bitwa pod Jemgum.
- 28 października – późniejszy król Francji Henryk II Walezjusz ożenił się w Marsylii z Katarzyną Medycejską.
- 15 listopada – Francisco Pizarro w imieniu króla Hiszpanii ostatecznie złamał potęgę państwa Inków, zajmując ich stolicę Cuzco oraz zabijając ich ostatniego króla Atahualpę.
- 4 grudnia – moskiewski tron wielkoksiążęcy przypadł trzyletniemu Iwanowi – pierworodnemu synowi zmarłego nocą z 3 na 4 grudnia Wasyla III; regencję objęła wdowa, Helena Glińska, zaś pieczę nad nią i jej synami miał sprawować stryj, Michał Gliński.
- Założenie Sanktuarium Matki Bożej z Guadalupe w Meksyku.
- Poglądy, jakie Mikołaj Kopernik wyłożył w rękopisie „De revolutionibus orbium coelestium”, zreferowane zostały papieżowi Klemensowi VII.

## Urodzili się
- 28 lutego – Michel de Montaigne, francuski polityk i pisarz, filozof-humanista (zm. 1592)
- 1 maja – Katarzyna z Palmy, hiszpańska augustianka, wizjonerka, święta katolicka (zm. 1574)
- 25 lipca – Alfons Rodríguez, hiszpański jezuita, mistyk, święty katolicki (zm. 1617)
- 7 września – Elżbieta I Tudor, królowa Anglii (zm. 1603)
- 15 września – Katarzyna Habsburżanka, trzecia żona Zygmunta II Augusta (zm. 1572)
- 27 września – Stefan Batory, książę Siedmiogrodu i król Polski (zm. 1586)
- 3 października - Adolf Bertram, niemiecki duchowny katolicki, arcybiskup metropolita wrocławski, kardynał (zm. 1945)
- 22 listopada – Alfons II, książę Ferrary i Modeny (zm. 1597)
- 13 grudnia – Eryk XIV Waza, król Szwecji (zm. 1577)
- data dzienna nieznana:
  - Jakub Kisai, japoński jezuita, męczennik z Nagasaki, święty katolicki (zm. 1597)

## Zmarli
- 31 stycznia – Ludwika Albertoni, włoska tercjarka franciszkańska, błogosławiona katolicka (ur. 1473)
- 10 kwietnia – Fryderyk I Oldenburg, król Danii i Norwegii (ur. 1471)
- 6 lipca – Ludovico Ariosto, włoski poeta (ur. 1474)
- 26 lipca – Atahualpa, król Inków (ur. 1497)
- 13 listopada – Challcuchima, inkaski dowódca wojskowy
- Jesienią – Wit Stwosz (Veit Stoß, Veit Stoss), rzeźbiarz, grafik i malarz, jeden z najwybitniejszych przedstawicieli późnego gotyku w rzeźbie (ur. ok. 1448)
- 4 grudnia – Wasyl III, wielki książę moskiewski (ur. 1479)
- data dzienna nieznana:
  - Abraham Judaeus Bohemus, żydowski bankier